# Pierre de la Rue
Pierre de la Rue (født ca. 1452, død 20. november 1518) var en flamsk komponist og sanger fra højrenæssancen. Han var en del af den fransk-nederlandske musikskole og er særligt kendt for sit arbejde ved den habsburgske musikinstitution Grande Chapelle. La Rue tilhørte samme generation som Josquin des Prez og blev, sammen med komponister som Alexander Agricola, Antoine Brumel, Loyset Compère, Heinrich Isaac, Jacob Obrecht og Gaspar van Weerbeke, betragtet som en af Europas mest indflydelsesrige komponister omkring år 1500.

## Biografi

### Tidlige liv
Pierre de la Rue blev sandsynligvis født i Tournai i det nuværende Belgien, hvor han formentlig modtog sin musikalske uddannelse ved byens Notre-Dame-kirke. Han var muligvis søn af den berømte illustrator Jean de la Rue fra Tournai.
Der findes ingen oplysninger om La Rues tidlige år, men i 1469 optræder han sandsynligvis for første gang i et dokument fra Sint-Goedele-katedralen i Bruxelles, hvor han under navnet "Peter vander Straten" – den flamske version af hans navn – står oplistet som tenorsanger. I 1471 blev han tilknyttet Jakobskirken i Gent som deltidssanger, og året efter fik han en fast stilling ved Vor Frue-kirken i Nieuwpoort, hvor han arbejdede frem til omkring 1478. Herefter forsvinder han igen fra de historiske kilder.
La Rues færden i 1480'erne er stort set ukendt. Tidligere blev han fejlagtigt identificeret med en anden musiker ved navn La Rue, der arbejdede i Siena fra 1483 til 1485, men i dag antager man, at Pierre de la Rue – i modsætning til mange af sine samtidige flamske komponister – aldrig rejste til Italien.
I 1489 blev La Rue ansat hos det religiøse Broderskab til Vor Frue i 's-Hertogenbosch. Ifølge hans ansættelsespapirer var han ankommet til byen fra Köln. Han blev fuldgyldigt medlem af broderskabet og arbejdede der frem til 1492, hvor han fik en stilling ved kejser Maximilian 1.s berømte Grande Chapelle.

### Grande Chapelle
Habsburg-hoffets Grande Chapelle var allerede på dette tidspunkt en højt anerkendt musikinstitution. Den udgjorde et centralt omdrejningspunkt for den fransk-nederlandske musikskole og kunne kvalitetsmæssigt måle sig med det pavelige kor i Rom. Det var i dette veludviklede musikmiljø, at La Rue for alvor modnedes som komponist og musiker.
La Rue foretog to rejser til Spanien med Grande Chapelle. Hans arbejdsgiver, hertug Filip den Smukke af Burgund, var blevet landets første habsburgske konge gennem sit ægteskab med Johanne 1. af Castilien. Under La Rues anden rejse til Spanien i 1506 forliste hans skib i Den Engelske Kanal, hvilket tvang ham til at tilbringe tre måneder ved Henrik 7.s hof i England. I 1508 vendte La Rue og Grande Chapelle tilbage til Nederlandene efter to år i Spanien, hvor de havde tjent under den dybt deprimerede Johanne 1., der var blevet sindssyg efter sin mands pludselige død i 1506. Det vides ikke præcist, hvorfor La Rue forblev så længe i Spanien efter sin arbejdsgivers død, men der er spekulationer om, at dronningen, som i dag kendes som Johanne den Vanvittige, fandt en vis trøst i La Rues mørke og ekspressive værker. Uanset årsagen lader det til, at La Rue blev behandlet godt ved det spanske hof. Han blev udnævnt til kapelmester og fik en løn, der var dobbelt så høj som den, Grande Chapelles øvrige musikere modtog.
På sine lange rejser med Grande Chapelle mødte La Rue flere andre fransk-nederlandske komponister, heriblandt Josquin, Heinrich Isaac og Robert de Févin. Disse møder havde sandsynligvis en afgørende betydning for udviklingen af La Rues egen musikalske stil.

### Tilbagetrækning
Det habsburgske hof opholdt sig hovedsageligt i Mechelen og Bruxelles mellem 1508 og 1514, hvilket betød, at Grande Chapelle og La Rue sjældent rejste i denne periode. Det antages, at disse år var hans mest produktive, da den manglende rejseaktivitet gav ham ro og tid til at komponere. Med Karl 5.s tronbestigelse i 1515 genoptog hoffet sine rejser. Efter en storstilet rundrejse til kejserrigets nordlige byer trak La Rue sig tilbage. Han forlod sandsynligvis Grande Chapelle i maj eller juni 1515 under hoffets besøg i Kortrijk, hvor han levede indtil sin død omkring to år senere. La Rues gravskrift antyder, at han muligvis også havde virket ved de franske og ungarske hoffer, men der findes ingen yderligere dokumentation, der bekræfter dette. Som nævnt tidligere ved man dog meget lidt om hans færden i 1470'erne og 1480'erne.
Ved sin død var La Rue relativt velhavende, hvilket var usædvanligt for en borgerligt født sanger. Han testamenterede sin anselige formue til sine slægtninge, velgørende formål og forskellige musikinstitutioner. Desuden sørgede han for, at der dagligt skulle synges rekviemmer i den lokale kirke i en måned efter hans begravelse, samt at der skulle synges yderligere 300 messer for ham i forskellige regionale kirker. La Rue blev efter eget ønske begravet på venstre side af alteret i kirken i Kortrijk, men hans grav er i gået tabt. Hans gravskrift er bevaret i flere kopier, der dog til dels modsiger hinanden. Fælles for dem alle er, at de beskriver ham som en driftig og from mand, der ikke "hengav sig til Venus' forbrydelser." Dette stod i kontrast til andre samtidige komponister som Nicolas Gombert, der blev dømt for misbrug af en kordreng, Ghiselin Danckerts, som blev fyret fra Det Sixtinske Kapel for sin "[upassende] kærlighed til kvinder," og Gilles Joye, der skrev en messe dedikeret til sin yndlingsprostitueret. La Rue synes derimod at have været højt agtet blandt sine kollegaer.